# Ian Curtis
Ian Curtis   (Stretford, 15 de juliol de 1956 - Macclesfield, 18 de maig de 1980) va ser un cantautor britànic, cantant i compositor del grup Joy Division, del qual va ser cofundador el 1977. Curtis es va criar i va créixer a Macclesfield, Cheshire, on assistí a l'institut The King's School.

## Vida i mort
Mentre actuava amb Joy Division, Curtis va desenvolupar un estil de ball força personal que recordava els atacs epilèptics que patia, a vegades fins i tot a l'escenari. La similitud era tan gran que el públic arribava a dubtar si allò que veien era part de l'actuació o un veritable atac. A vegades es desmaiava i l'havien d'ajudar a baixar de l'escenari, ja que la seva salut anava empitjorant a causa del gran nombre de concerts que el grup realitzava.
Moltes de les seves composicions eren plenes d'imatges de patiment emocional, mort, violència i degeneració urbana. Aquests temes dugueren als fans, i fins i tot a la seva pròpia dona, Deborah, a creure que estava cantant sobre la seva pròpia vida. Curtis un cop va comentar en una entrevista que escrivia sobre "les diferents formes que la gent tenia per superar certs problemes i com ho feien per adaptar-se". La seva veu de baríton el feia semblar molt més entrat en anys del que realment era.
Les seves influències principals foren els escriptors William Burroughs i James Graham Ballard (hi ha dos títols de cançons que referencien aquests autors, "Interzone" i "Atrocity Exhibition"), i els cantants Jim Morrison, Iggy Pop i David Bowie.
L'últim concert on Curtis va participar fou el mateix mes que va morir, i inclogué la primera i última posada en escena de la cançó "Ceremony", que més tard seria versionada per New Order. L'última cançó que Curtis va cantar en públic fou "Digital".
Els efectes de l'epilèpsia i els seus problemes personals, com el sobtat divorci de la seva dona, foren causes que contribuïren al seu suïcidi quan es va penjar a l'edat de 23 anys. La nit que va morir, pocs dies abans que el grup anés a fer la seva primera gira als Estats Units, va estar veient una de les seves pel·lícules preferides, Stroszek, de Werner Herzog, una pel·lícula en la qual un artista turmentat se suïcida. Més tard aquella nit es va penjar a la cuina mentre escoltava l'àlbum The Idiot d'Iggy Pop. Aquest final continua generant especulació sobre quina fou la seva veritable raó per suïcidar-se.
Curtis va ser incinerat i les seves cendres enterrades a Macclesfield, amb la inscripció "Love will tear us apart" a la seva làpida. Aquest epitafi, triat per Deborah Curtis, és el títol de la cançó més coneguda de Joy Division.

## Llegat
Els membres restants de Joy Division decidiren fer un punt i a part amb la mort de Curtis i formaren New Order. El grup ja havia decidit prèviament que si algun dels seus integrants moria o deixava el grup el nom s'hauria de canviar.